# Кирил Динчев
Кирил Тонев Динчев e бивш български футболист. Играе еднакво добре като централен и десен защитник. Силният му крак е десният.

## Състезателна кариера
Юноша на Славия София от 1996 до 2008. Играе като десен бек или централен защитник. През лятото на 2008 напуска Славия София и подписва с Академик София. Дебютира в А група на 2 август 2010 при нулевото равенство с Черноморец Бургас. След 60 мача и 1 гол през 2011 преминава в Ботев Враца. В началото на 2012 е привлечен в Литекс Ловеч, а в началото на 2015 преминава в Пелистер Северна Македония. През 2015 преминава в Аполон Арнеа Гърция, където играе 11 мача и вкарва 2 гола. От лятото на 2015 е играч на ЦСКА. Печели купата на България за сезон 2015/16 и Югозападна В група. В края на сезона решава да се откаже от професионална футболна кариера. Носител на купата на България за сезон 2020/21.
От лятото на 2016 е назначен като помощник кондиционен треньор на Томас Нойберт в ЦСКА, като е на поста при Едуард Йорданеску, Стамен Белчев, Христо Янев, Нестор Ел Маестро, Любослав Пенев. На 21 март 2019 е назначен за кондиционен треньор на ЦСКА. На 4 юни 2019 е потвърдено оставането му в треньорския щаб на ЦСКА за сезон 2019/20. Остава и след назначаването на Любомир Петрович за старши треньор на ЦСКА на 21 юли 2019. Остава в тима като кондиционен треньор и при Милош Крушчич след 3 октомври 2020, и при Стамен Белчев след 2 юли 2020, и при Даниел Моралес след 27 октомври 2020, и при Бруно Акрапович след 11 ноември 2020. Напуска щаба на Любослав Пенев на 12 юли 2021, за да започне работа като кондиционен треньор в школата на ЦСКА. На 26 юли 2021 е назначен за кондиционен треньор на ЦСКА в екипа на Стойчо Младенов. Остава и в екипа на Алън Пардю от 15 април 2022. На 6 юни 2022 е обявено, че ще остане на работа в академията на тима. На 16 април 2024 г. е назначен за кондиционен треньор на първият отбор на ЦСКА в екипа на Стамен Белчев.

## Отличия
- Купа на България – 1 път носител (2016) с ЦСКА (София)
- Шампион на Югозападна В група с ЦСКА (София) през 2015/2016 г.

### Треньорска кариера
ЦСКА (София)
- Участник в Европейският турнир Лига Европа групова фаза 2020г
- Купа на България (2) – 2021г
- Участник в Европейският турнир Лига на Конференциите групова фаза 2021г
- Купа на България У18 - 2024г